# Dario Franchitti
Dario Franchitti, född 18 maj 1973 i Bathgate i West Lothian i Skottland, är en brittisk (skotsk) racerförare som vunnit Indy 500 2007, 2010 och 2012, IndyCar Series 2007, 2009, 2010 samt 2011 och slutade tvåa i CART World Series 1999.
Franchitti var gift med den amerikanska skådespelaren Ashley Judd, men skildes 2013. Han är bror till racerföraren Marino Franchitti och kusin till racerföraren Paul di Resta.

## Racingkarriär
Franchitti inledde sin karriär i Europa med att köra formelbilar i Storbritannien, innan han blev en av toppförarna i DTM under 1995 och 1996 års säsonger. Han började sedan tävla i USA i CART, där han med Team Green etablerade sig som en av toppförarna. Han blev trea 1998 efter en stark avslutning, och slutade på samma poäng som mästerskapssegraren Juan Pablo Montoya 1999, men förlorade på grund av färre racesegrar. De två kommande säsongerna bestod mest av krascher och teknisk otur, och hans nämnande i diskussionen om en plats med Jaguar Racing i formel 1 försvann. Säsongen 2002 var Franchittis sista i CART, och då lyckades han bättre än säsongerna innan, då han blev fyra i mästerskapet, efter tre delsegrar under säsongen.
2003 blev Franchittis första säsong i IndyCar Series, fortfarande med Green, som nu bytt namn till Andretti Green Racing. Han skadade sin rygg i en motorcykelolycka hemma i Skottland, och han kunde bara köra tre tävlingar under hela säsongen. Han nådde inte teamkollegorna Tony Kanaan och Dan Wheldons resultat under 2004, men tog ändå sina två första segrar i IndyCar och blev sexa i mästerskapet. 2005 spelade Franchitti återigen tredjerollen i teamet, då Wheldon vann mästerskapet före Kanaan och Penskes Sam Hornsih Jr på tredje plats, medan Franchitti slutade fyra i tabellen, efter ytterligare två segrar. 2006 var en besvikelse för AGR, då hela teamet hade problem med farten jämfört med Ganassi och Penske, och Franchitti slutade åtta i mästerskapet.
2007 kom att bli Franchittis mest framgångsrika år dittills i karriären. Efter att ha hållit en jämn nivå i början av säsongen, gick formkurvan upp i samband med Indianapolis 500, där han tog sin första seger. Han vann ytterligare tre race under säsongen, och hade en jämn kamp om mästerskapert mot Scott Dixon, vilken avgjordes i det sista racet för säsongen på Chicagoland Speedway, där båda chansade med långa sista stinter marginellt med bränsle. Dixons bil hickade till på den bakre rakan, i ledning, och Franchitti tog sig förbi och vann titeln, med Dixon som tvåa både i racet, Indy 500 och i mästerskapet. Hade Dixon vunnit på Chicagoland hade nyzeeländaren avgått med titeln istället för Franchitti. Det var Franchittis första seniormästerskapstitel i karriären.
Inför 2008 bytte Franchitti till Nascar med Chip Ganassi Racing. Från början var det meningen att han skulle köra hela säsongen med teamet i huvudserien och i Nationwide Series. Ekonomiska problem med Franchittis bil gjorde att han inte kunde fullfölja säsongen i Sprint Cup. Dessutom bröt han ankeln under våren i en stor krasch på Talladega Superspeedway. I september annonserade Franchitti att han avslutade sin karriär i NASCAR. Hans totala placering var 42:a i tabellen, men han hade ändå visat glimtar av potential, genom att ibland köra i tätgruppen under tävlingarnas inledning.
Franchitti skrev på för Ganassis IndyCar-team för 2009 års säsong, och gjorde sin debut för teamet på Surfers Paradise i Australien i Nikon Indy 300, en tävling som inte ingick i mästerskapet. 2009 började riktigt bra för Franchitti, som vann sitt första race på en normal racerbana i Long Beach Grand Prix, säsongens andra tävling. Han ledde serien efter de två första deltävlingarna med 15 poängs marginal. En krasch på Kansas Speedway veckan efter, gjorde att han blev av med serieledningen, men han vann på Iowa Speedway, Toronto samt Sears Point, vilket gav honom slagläge inför seriens tre avslutande tävlingar.

## Statistik IndyCar

### Säsonger
| År   | Team                  | Plats | Segrar | Tvåa | Trea | Poäng |
| ---- | --------------------- | ----- | ------ | ---- | ---- | ----- |
| 2002 | Team Green            | 44    | 0      | 0    | 0    | 11    |
| 2003 | Andretti Green Racing | 25    | 0      | 0    | 0    | 72    |
| 2004 | Andretti Green Racing | 6     | 2      | 1    | 0    | 409   |
| 2005 | Andretti Green Racing | 4     | 2      | 2    | 2    | 498   |
| 2006 | Andretti Green Racing | 8     | 0      | 1    | 1    | 311   |
| 2007 | Andretti Green Racing | 1     | 4      | 4    | 3    | 637   |
| 2009 | Chip Ganassi Racing   | 1     | 5      | 2    | 2    | 616   |
| 2010 | Chip Ganassi Racing   | 1     | 3      | 3    | 4    | 602   |
| 2011 | Chip Ganassi Racing   | 1     | 4      | 2    | 3    | 573   |
| 2012 | Chip Ganassi Racing   | 7     | 1      | 2    | 3    | 363   |

### Segrar
| Nr | Bana             | År   |
| -- | ---------------- | ---- |
| 1  | Milwaukee        | 2004 |
| 2  | Pikes Peak       | 2004 |
| 3  | Nashville        | 2005 |
| 4  | Fontana          | 2005 |
| 5  | Indianapolis 500 | 2007 |
| 6  | Iowa             | 2007 |
| 7  | Richmond         | 2007 |
| 8  | Chicagoland      | 2007 |
| 9  | Long Beach       | 2009 |
| 10 | Iowa             | 2009 |
| 11 | Toronto          | 2009 |
| 12 | Sears Point      | 2009 |
| 13 | Homestead        | 2009 |
| 14 | Indianapolis 500 | 2010 |
| 15 | Mid-Ohio         | 2010 |
| 16 | Chicagoland      | 2010 |
| 17 | Saint Petersburg | 2011 |
| 18 | Texas 1          | 2011 |
| 19 | Milwaukee        | 2011 |
| 20 | Toronto          | 2011 |
| 21 | Indianapolis 500 | 2012 |

### Andraplatser
| Nr | Bana        | År   |
| -- | ----------- | ---- |
| 1  | Texas       | 2004 |
| 2  | Richmond    | 2005 |
| 3  | Milwaukee   | 2005 |
| 4  | Sears Point | 2006 |
| 5  | Kansas      | 2007 |
| 6  | Milwaukee   | 2007 |
| 7  | Nashville   | 2007 |
| 8  | Mid-Ohio    | 2007 |
| 9  | Richmond    | 2009 |
| 10 | Motegi      | 2009 |

## Segrar ChampCar
| Nr | Bana             | År   |
| -- | ---------------- | ---- |
| 1  | Elkhart Lake     | 1998 |
| 2  | Vancouver        | 1998 |
| 3  | Houston          | 1998 |
| 4  | Toronto          | 1999 |
| 5  | Detroit          | 1999 |
| 6  | Surfers Paradise | 1999 |
| 7  | Cleveland        | 2001 |
| 8  | Vancouver        | 2002 |
| 9  | Montréal         | 2002 |
| 10 | Rockingham       | 2002 |